# Ruth Lorenzo
Ruth Lorenzo (Las Torres de Cotillas, Murcia, 1982. november 10.) spanyol énekesnő és dalszerző, aki a brit X-Faktor ötödik szériájában mutatkozott be, ahol az ötödik helyen végzett. Ő képviselte Spanyolországot a 2014-es Eurovíziós Dalfesztiválon, a dán fővárosban, Koppenhágában. Versenydala a Dancing in the Rain volt, amely a tizedik helyen végzett. Első stúdióalbuma, a Planeta Azul 2014. október 28-án debütált.

## Életpálya

### Korai évek és a karrier kezdete
Ruth Lorenzo 1982. november 10-én egy hatgyermekes család gyermekeként született Murciában, mely Spanyolország délkeleti régiójában helyezkedik el. Azon a napon, amikor megszületett, édesanyja elmondása szerint hangosan felsikoltott, ezt követően pedig az orvosok azt mondták, hogy énekesnő lesz belőle. Már kétévesen az Annie elnevezésű musical rajongójává vált, bár ekkor még angolul sem tudott. Hatéves korában fedezte fel Montserrat Caballé, katalán operaénekesnő zenéit, később pedig az édesanyja vásárolt neki egy Caballé hanglemezt. Ezt követően rendszeresen operát énekelt: Caballé hangját utánozta.
10 éves volt, amikor családjával az Amerikai Egyesült Államokba költöztek. Ennek köszönhetően anyanyelvi szinten beszéli az angol nyelvet. Ekkor kapta meg az első lehetőséget, hogy zeneiskolában tanuljon. Különböző versenyeken vett részt, és színházi szerepeket (Az Operaház Fantomja, My Fair Lady) játszott. Abban az időszakban élete a zene, a tánc és a színház körül forgott. 16 éves korában családjával visszaköltöztek Spanyolországba, mivel pénzügyi válságba kerültek, így énekóráit is le kellett mondania.
Egy ideig PR-tanácsadóként is dolgozott, míg nem kezdett el énekesnőként tevékenykedni. 19 évesen egy rockbandához csatlakozott, ami igen nagy kihívást jelentett számára, hiszen korábban csak operát énekelt. Háromévnyi spanyolországi koncertkörút után a zenekar úgy döntött, hogy feloszlik. 2002-ben az Operación Triunfo (a Star Academy spanyol verziója; a műsor magyar formátuma a Megasztár) elnevezésű tehetségkutató műsor második szériájába jelentkezett, ahol elutasították a meghallgatás első fordulójában.

### The X Factor(2008)
2008-ban, 25 évesen jelentkezett a brit X-Faktor ötödik szériájába, ahol Simon Cowell, Cheryl Cole és Louis Walsh ült a bírák székében. „Angliába kellett jönnöm, hogy megpróbáljam elérni az álmaimat” – nyilatkozta akkoriban. Amikor megérkezett a manchesteri válogatásra, elmondása szerint majdnem visszafordult és hazament. „22 ezer ember volt ott, és azt gondoltam, »Hogyan fogom én ezt megcsinálni?«” De mivel egy harcos természetnek vallja magát, megtette ezt az utat. Aretha Franklin (You Make Me Feel Like) A Natural Woman című szerzeményét adta elő a válogatáson. Innen továbbjutott a következő fordulóba, ahol 150 versenyző között a Lost (Michael Bublé) és a Sorry Seems To Be The Hardest Word (Elton John) című dallal állt az ítészek elé a londoni Greenwich-ben, az O2 arénában. Ebből a fordulóból 24-en jutottak tovább Lorenzóval együtt.

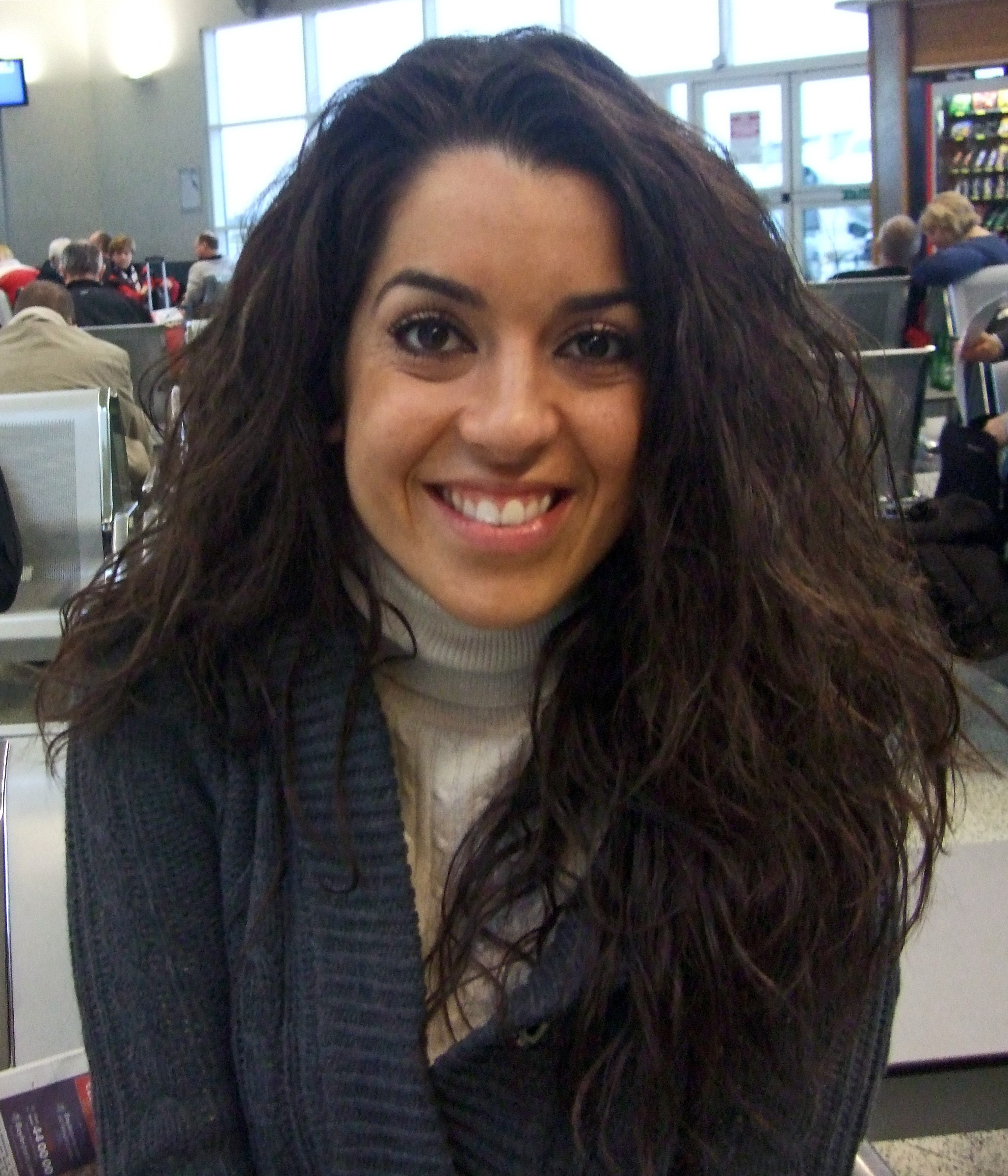
Ruth Lorenzo 2008-ban

Saint Tropezban, a mentorok házában a „25 év felettiek” kategóriájába került, így Dannii Minogue és Emma Bunton előtt énekelhette el Cyndi Lauper True Colors című dalát spanyolul. Minogue ezután úgy döntött, hogy beveszi a fiatal lányt a három legjobb versenyzője közé, így Lorenzo folytathatta a versenyt az élő showban.
Az első döntőben a Take My Breath Away című Berlin alkotást énekelte el félig angolul, félig spanyolul. Igen jó értékeléseket kapott, főleg Cowelltől, aki azt mondta az énekesnőnek, hogy énekeljen gyakrabban spanyolul. A következő héten az I Just Can’t Stop Loving Yout adta elő Michael Jacksontól. Majd a Purple Rainnel lépett színpadra ugyanebben a döntőben, mivel a két legkevesebb szavazatot kapott versenyző közé került, ám végül a nézői szavazatok megmentették a kieséstől. A harmadik és a negyedik döntőből viszont ötödikként jutott tovább. Néhány nappal az ötödik élő műsor előtt pedig versenytársaival közösen vett részt a James Bond című film premierjén. Az ötödik est előtti próbák egyikén az a megtiszteltetés érte, hogy Mariah Carey előtt énekelhette el a világhírű művésznőtől választott versenydalát. A szavazást követően ekkor a veszélyzónába került, ezért újra színpadra kellett állnia a párbajban, ahol ismét sikerült megmenekülnie a kieséstől. Mariah Carey Hero című dalát a 12 döntős egy különleges verzióban énekelte fel a Help For Heroes alapítvány részére. A dal a döntő után vált letölthetővé, emellett kislemezként is megjelent. A hatodik és a hetedik döntőből harmadikként jutott tovább, ám a nyolcadikban harmadszorra kellett párbajoznia. Ebben a megmérettetésben viszont már nem aratott győzelmet, így Lorenzo az ötödik helyen végzett a versenyben. Dannii Minogue utolsó versenyzőjeként távozott a műsorból. Az évad nyertesével, Alexandra Burke-kel és Diana Vickersszel jó kapcsolatot ápolt a verseny alatt.
2023-ban ő hirdeti ki a spanyol szakmai zsűri szavazatait az Eurovíziós Dalfesztiválon.
| Adás              | Dal                                      | Eredeti előadó                   |
| ----------------- | ---------------------------------------- | -------------------------------- |
| Meghallgatás      | (You Make Me Feel Like) A Natural Woman  | Aretha Franklin                  |
| Bootcamp 1        | Lost                                     | Michael Bublé                    |
| Bootcamp 2        | Sorry Seems to Be The Hardest Word       | Elton John                       |
| Mentorok háza     | True Colors Genie In a Bottle            | Cyndi Lauper Christina Aguilera  |
| 1. döntő (Top 12) | Take My Breath Away                      | Berlin                           |
| 2. döntő (Top 11) | I Just Can’t Stop Loving You Purple Rain | Michael Jackson Prince           |
| 3. döntő (Top 10) | Summertime                               | Ella Fitzgerald                  |
| 4. döntő (Top 9)  | No More Tears (Enough Is Enough)         | Donna Summer és Barbra Streisand |
| 5. döntő (Top 8)  | My All Knockin’ on Heaven’s Door         | Mariah Carey Bob Dylan           |
| 6. döntő (Top 7)  | Angels                                   | Robbie Williams                  |
| 7. döntő (Top 6)  | Love Ain't Here Anymore                  | Take That                        |
| 8. döntő (Top 5)  | I Love Rock N Roll Always                | Joan Jett Bon Jovi               |

### AThe X Factorutáni évek (2009-2013)
Az énekesnő 2008 decemberében és 2009 januárjában szerte Nagy-Britanniában és Írországban adott koncerteket, emellett a Spirit Of Northern Ireland díjátadón is fellépett január 20-án. Február és március között pedig csatlakozott egykori döntős társaihoz az X Factor Live turnén. Később három díjkategóriában is jelölték a Digital Spy Reality TV díjátadón. Április 30-án a Bubblegum Clubs 15. évfordulóján lépett fel Dublinban. Ekkor bejelentette, hogy aláírta a lemezszerződését, és 2009 végén jelenik meg az első stúdióalbum. Lorenzo debütáló lemezére az Aerosmith frontembere, Steven Tyler, Slash és Carlos Santana is írt egy dalt.
Július 11-én a Hamilton Park versenypályáján lépett fel egykori versenytársaival, Diana Vickersszel és a JLS-szel. Majd egy jótékonysági koncerten, a Polaris Worldön láthatta a közönség hazájában, a spanyolországi Murciában. A bevételt az afrikai Polaris World Projectnek ajánlották.
Később egy rövid interjú keretei között elmondta, hogy stúdióalbuma 2010 márciusában debütál. Ezt követően az énekesnőt felkereste egy spanyol televíziós csatorna, a Cuatro, és arra kérte, hogy írjon egy dalt az új kitalált drámájukhoz, a Valienteshez. Ekkor írta meg a Quiero ser Valiente és a Te puedo ver című szerzeményeit. 2010 januárjában a Quiero ser Valienté-vel lépett színpadra egy spanyol tehetségkutatóban, a Fama a bailarban. Júliusban napvilágot látott, hogy az énekesnő dalokat írt Dannii Minogue visszatérő albumára is. Az egyik ilyen dal, amit ő írt, a Because You Are Beautiful címet viseli. Lorenzo később megírta közösségi oldalán, hogy elhagyta a Virgin Recordsot (EMI), bár továbbra is független művészként dolgozik az első korongján.
A 2011 júniusában megjelent kislemez, a Burn e címadódal akusztikus verzióját és az Eternityt is tartalmazza. A Burn valójában egy feldolgozás: eredetileg Caiyóhoz tartozik. Augusztusban az Egyesült Királyságban is megjelent a kislemez. Lorenzo zenekara a The Raspberry Pattern nevet kapta. Később így beszélt a készülő lemezéről: „Néhány rendkívül tehetséges íróval és producerrel dolgozom együtt a dalok gyűjteményén, amely nemcsak büszkévé tesz, hanem azt a művészt képviseli, aki vagyok: író és előadó. Egy album, amely hűséges a karakteremhez, és remélhetőleg állni fogja az idő próbáját”.
Az ezt követő időszakban Lorenzót a fellépései foglalták le szerte az Egyesült Királyságban, 2011 nyarán és őszén. Emellett számos zenésznek szerzett dalokat, többek között az Auryn spanyol együttesnek. Nem sokkal később kiadta a The Night című dalát, melyet ingyen le lehetett tölteni a hivatalos Facebook-oldaláról 2012 augusztusában. 2013 júniusában hivatalosan is megjelent az alkotás, valamint a hozzá készült videóklip. Novemberben pedig egy dalszöveges videót adott ki, a Love is Deadet. A kislemez a Pain című dalt is tartalmazza. 2013 végén az énekesnő egy másik lemezkiadóhoz szerződött, a Roster Musichoz.

### Eurovíziós Dalfesztivál,Planeta AzulésTu cara me suena(2014-től napjainkig)
Lorenzo számos feldolgozást készített karrierje során, mint például a The Edge of Glory (Lady Gaga), a Without You (Usher), a Stay (Rihanna), a Royals (Lorde) vagy a La La La (Naughty Boy ft. Sam Smith) című dalokat. Az Only Eurolites (Eurovision Medley) című alkotását is bemutatta, melyben néhány korábbi Eurovíziós-nyertes versenydalának részlete hallható: Euphoria (Loreen, Svédország, 2012), Only Teardrops (Emmelie de Forest, Dánia, 2013), Satellite (Lena, Németország, 2010), La, la, la (Massiel, Spanyolország, 1968) illetve saját szerzeménye, a Dancing in the Rain.

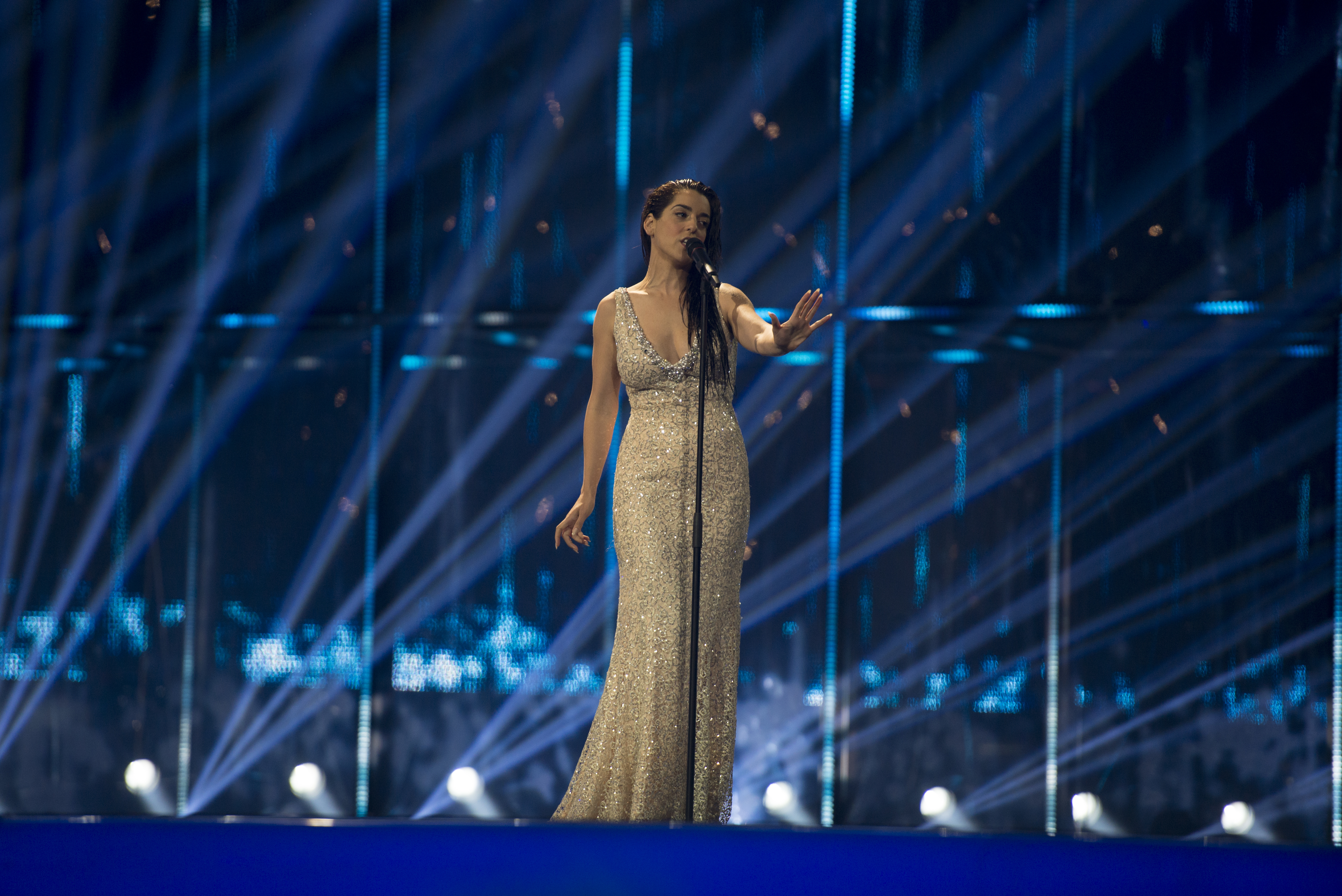
Ruth Lorenzo a 2014-es Eurovíziós Dalfesztivál döntőjének próbáján

2014. február 22-én elindult a TVE, spanyol televíziós csatorna által szervezett spanyolországi Eurovíziós válogatóműsorban, ahol holtversenyben az első helyen végzett Brequette-tel. A végeredményt a zsűri és a nézői szavazatok együttesen alakították ki. Mindketten összesen 66 pontot szereztek, ám mivel Lorenzo a közönségszavazás során több pontot kapott, így ő utazhatott Koppenhágába, hogy képviselje hazáját a 2014-es Eurovíziós Dalfesztiválon. Néhány hónappal korábban a eurovision-spain.com egy felmérést készített „La Elección Interna” (Belső szavazás) néven, az Eurovíziós rajongók és a nemzetközi bírák között 13 különböző országból, akik megszavazták Spanyolország legideálisabb dalfesztiválos képviselőjét. Az énekesnő a második lett több száz spanyol előadó között.
Versenydala a Dancing in the Rain (Táncolni az esőben) volt, mely kifejezetten a Dalfesztiválra íródott. Jim Irvinnel – aki olyan nemzetközi sztárokkal dolgozott már együtt, mint például Lana Del Rey vagy David Guetta – írta meg a szerzeményt. Madridban és Londonban készült akkor, amikor Lorenzo a legsötétebb pillanatait élte meg. „Megtanultam elfogadni a csapásokat, kihívásként felfogni őket, és továbbra is azért harcolni, amiben hiszek. Ez a dal témájának üzenete. Az alkotásnak nemzetközi popstílusa van, spanyol és angol dalszövegrészekkel. David Guetta Titaniumjára emlékeztet, 'a fény és a remény üzenetére', és Katy Perry Unconditionallyjére, 'a popstílusra és a fülbemászó refrénre' ” – mondta.
Kislemezként február 18-án jelent meg, és az első helyen végzett a spanyol iTunes Store listán. Spanyolország az Eurovíziós Dalfesztivál alapító országai közé tartozik, így az énekesnő automatikusan a döntőbe került. A május 10-én rendezett döntőben tizenkilencedikként lépett színpadra a finn Softengine zenekar után, és a svájci Sebalter előtt. A dal a szavazás során 74 pontot szerzett, ez a 10. helyet jelentette a 26 fős mezőnyben.
A verseny után azt nyilatkozta, hogy szívesen megismételné ezt az élményt 2017-ben, miután befejezte az új lemezét promotáló koncertturnét, illetve elmondta, hogy szívesen készítene egy duettet az osztrák Conchita Wursttal, a Dalfesztivál győztesével.

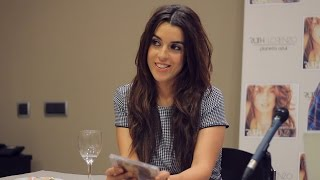
Ruth Lorenzo 2014. október 31-én bemutatta első stúdióalbumát

Az énekesnő legelső nagylemeze, a Planeta Azul (Kék bolygó) 2014. október 28-án debütált. A korong 16 szerzeményt tartalmaz; köztük egy duettet, két akusztikus dalt, és az Eurovíziós Dalfesztiválról ismert Dancing in the Rain című alkotást. A lemez előfutára a Gigantes (Óriások) volt, mely október 7-től elérhető. A dalhoz tartozó videóklip október 22-én debütált. Október 21-én az albumon hallható Renuncio, november 2-án pedig a Rey de corazones című szerzemény dalszöveges videója jelent meg.
2015. február 13-án debütált a Renuncio című dal videóklipje, melyet Lorenzo Valentin-napi ajándéknak szánt rajongóinak.
2015. július 30-án az énekesnő bejelentette, hogy csatlakozik a Tu cara me suena című zenés televíziós-műsor negyedik évadához, melyben a versenyzők más zenei előadóművészeket alakítanak. A széria premierje szeptember 18-án, az Antena 3, spanyol televíziós csatornán volt. 2016. január 29-én megnyerte a versenyt a szavazatok 47%-ával. A műsor után megköszönte a közönségtől kapott támogatást, illetve, hogy részese lehetett a csatorna által nyújtott élményeknek.
| Adás                       | Megszemélyesített előadó              | Dal                                |
| -------------------------- | ------------------------------------- | ---------------------------------- |
| 1. hét                     | Lady Gaga                             | The Edge of Glory                  |
| 2. hét                     | Freddie Mercury és Montserrat Caballé | Barcelona                          |
| 3. hét                     | María Jiménez                         | Se me olvidó otra vez              |
| 4. hét                     | Sinéad O’Connor                       | Nothing Compares 2 U               |
| 5. hét                     | Tina Turner                           | Proud Mary                         |
| 6. hét                     | Amaral                                | Toda la noche en la calle          |
| 7. hét                     | Marilyn Manson                        | Personal Jesus                     |
| 8. hét                     | Céline Dion                           | All By Myself                      |
| 9. hét                     | Amy Winehouse                         | Back to Black                      |
| 10. hét                    | Jessica Rabbit                        | Why Don’t You Do Right?            |
| 11. hét                    | Gloria Estefan                        | Conga                              |
| 12. hét                    | Conchita Wurst                        | Rise Like a Phoenix                |
| 13. hét                    | Florence and the Machine              | Shake It Out                       |
| 14. hét                    | Mariah Carey                          | All I Want for Christmas Is You    |
| 15. hét (első elődöntő)    | Pink                                  | Glitter in the Air                 |
| 16. hét (második elődöntő) | David Bowie                           | Heroes                             |
| 17. hét (döntő)            | Jennifer Hudson                       | And I Am Telling You I'm Not Going |

2023-ban ő hirdeti ki a spanyol szakmai zsűri szavazatait az Eurovíziós Dalfesztiválon.

## Diszkográfia

### Stúdióalbumok
- Planeta Azul (2014)
- Planeta Azul: Edición especial (újrakiadás; 2015)

### Kislemezek
- Burn (2011)
- The Night (2013)
- Love is Dead (2013)

»» A Planeta Azul nagylemezről:
- Dancing in the Rain (2014)
- Gigantes (2014)
- Renuncio (2015)

»» A Planeta Azul: Edición especial lemezről:
- 99 (2015)

## Filmográfia

### Videóklipek
- The Night (2013)
- Dancing in the Rain (2014)
- Gigantes (2014)
- Renuncio (2015)
- Flamingos (2015)
- Patito feo (2015)
- 99 (2015)

### Egyéb videófelvételek
»» Feldolgozások:
- La La La (2014)
- Royals (2014)
- Stay (2014)
- Without You (2014)
- Only Eurolites (Eurovision Medley) (2014)